# Fred C. Newmeyer
Fred C. Newmeyer (Central City, 9 augustus 1888 – Woodland Hills, 24 april 1967) was een Amerikaans acteur, regisseur en filmproducent.

## Levensloop
Tijdens zijn studie in Denver liet Newmeyer zich opmerken als atleet. Hij was drie jaar lang actief als professioneel honkballer, voordat hij in 1913 in de filmwereld terechtkwam. Hij werkte eerst voor de filmmaatschappij Universal als figurant, maar hij klom al vlug op tot regieassistent. In 1920 maakte hij in samenwerking met collega Sam Taylor zijn debuut als regisseur. In de daarop volgende vijf jaar draaiden zij samen een aantal stomme filmkomedies met de acteur Harold Lloyd in de hoofdrol. In verschillende films acteerde Newmeyer ook aan de zijde van Lloyd. Vooral de rolprent Safety Last! (1923) geldt thans nog als een meesterwerk van de zwijgende klucht.
Terwijl Taylor zich bezighield op het komische aspect van de films, was Newmeyer in de eerste plaats verantwoordelijk voor stunts en actiescènes. Toen Lloyd en Taylor midden jaren 20 hun samenwerking stopzetten, betekende dat ook de neergang van de carrière van Newmeyer. Hij regisseerde nog een paar succesvolle stomme films, maar de meeste van zijn geluidsfilms waren goedkope producties van geringe kwaliteit. Op het eind van zijn loopbaan draaide Newmeyer ook nog enkele korte filmkomedies van The Little Rascals.

## Filmografie (selectie)
- 1916: Luke's Shattered Sleep
- 1916: Luke Locates the Loot
- 1916: Luke's Fireworks Fizzle
- 1916: Luke, Rank Impersonator
- 1916: Luke's Movie Muddle
- 1916: Luke's Newsie Knockout
- 1916: Luke, Patient Provider
- 1916: Luke, the Gladiator
- 1916: Luke's Preparedness Preparations
- 1916: Luke, the Chauffeur
- 1916: Luke and the Bang-Tails
- 1916: Luke's Speedy Club Life
- 1916: Luke and the Mermaids
- 1916: Luke Joins the Navy
- 1916: Luke Does the Midway
- 1916: Luke's Lost Lamb
- 1916: Luke, Crystal Gazer
- 1916: Luke Rides Roughshod
- 1916: Luke's Society Mixup
- 1916: Luke's Late Lunchers
- 1916: Luke, the Candy Cut-Up
- 1916: The Big Idea
- 1917: Step Lively
- 1917: Bashful
- 1917: Move On
- 1917: We Never Sleep
- 1917: All Aboard
- 1917: Clubs Are Trump
- 1917: Love, Laughs and Lather
- 1917: Rainbow Island
- 1917: From Laramie to London
- 1917: Birds of a Feather
- 1917: By the Sad Sea Waves
- 1917: Pinched
- 1917: Lonesome Luke Loses Patients
- 1917: Over the Fence
- 1917: Lonesome Luke's Wild Women
- 1917: Lonesome Luke, Messenger
- 1917: Lonesome Luke on Tin Can Alley
- 1918: Two-Gun Gussie
- 1918: It's a Wild Life
- 1918: Pipe the Whiskers
- 1918: The Tip
- 1919: From Hand to Mouth
- 1919: Captain Kidd's Kids
- 1919: Bumping Into Broadway
- 1919: His Only Father
- 1919: Pay Your Dues
- 1919: Count the Votes
- 1919: Soft Money
- 1919: He Leads, Others Follow
- 1919: The Rajah
- 1919: Be My Wife
- 1919: Don't Shove
- 1919: Heap Big Chief
- 1919: Chop Suey & Co.
- 1919: Count Your Change
- 1919: Spring Fever
- 1919: Off the Trolley
- 1919: Swat the Crook
- 1919: Pistols for Breakfast
- 1919: The Marathon
- 1919: Si, Senor
- 1919: Ring Up the Curtain
- 1919: Crack Your Heels
- 1919: Young Mr. Jazz
- 1919: A Sammy in Siberia
- 1919: On the Fire
- 1920: Number, Please?
- 1921: Now or Never
- 1922: Doctor Jack
- 1923: Safety Last!
- 1923: Why Worry?
- 1924: Girl Shy
- 1925: The Perfect Clown
- 1925: The Freshman
- 1928: Warming Up
- 1929: It Can Be Done
- 1930: Queen High
- 1930: The Grand Parade
- 1931: Subway Express
- 1932: The Fighting Gentleman
- 1936: The Pinch Singer
- 1936: Arbor Day
- 1937: Mail and Female